# Zemlja Curaçao
Zemlja Curaçao (niz. Land Curaçao; papiamento: Pais Kòrsou) obuhvaća otok Curaçao i mali nenaseljeni otok Mali Curaçao (niz. Klein Curaçao)
Zemlja Curaçao je jedna od 4 ustavne zemlje Kraljevine Nizozemske (druga 3 dijela su Aruba, Zemlja Sveti Martin i europska Nizozemska). Prije raspuštanja Nizozemskih Antila, upravna jedinica zvala se Otočno područje Curaçao (eng. Island Territory of Curaçao, niz. Eilandgebied Curaçao, papiamentu: Teritorio Insular di Kòrsou) i bio je jedan od pet otočnih teritorija bivših Nizozemskih Antila. Engleski jezik bio je jezik Vlade Curaçaoa i Vlade Nizozemskih Antila.